# Chiara Mastroianni
Chiara Charlotte Mastroianni (París, 28 de mayo de 1972) es una actriz y cantante francesa-italiana.

## Biografía
Chiara Mastroianni es hija de la actriz francesa Catherine Deneuve y el actor italiano Marcello Mastroianni. 
El 11 de mayo de 2002, se casó con el músico Benjamin Biolay, del que se divorció en 2005. Mastroianni tiene dos hijos: Milo (París, 31 de diciembre de 1996), de su relación con el escultor Pierre Torreton, y Anna (París, 22 de abril de 2003), fruto de su matrimonio.
La actriz también fue pareja del actor Benicio del Toro. Desde el año 2014, es pareja del actor belga, Benoît Poelvoorde.
Es medio hermana de Christian Vadim, hijo de la relación que tuvo su madre con Roger Vadim y de Barbara Mastroianni, hija de Marcello con su única esposa, Floriana Clarabella. 
Además de actriz, colaboró con su exmarido haciendo los coros del disco de éste, Negatif. Posteriormente, editaron en dúo un disco titulado Home.

## Filmografía
| Año  | Título                                                                  | Director                          |
| 1993 | Mi estación preferida (Ma saison préférée de)                           | André Téchiné                     |
| 1993 | À la belle étoile                                                       | Antoine Desrosières               |
| 1994 | Prêt-à-Porter                                                           | Robert Altman                     |
| 1995 | No olvides que vas a morir (N'oublie pas que tu vas mourir)             | Xavier Beauvois                   |
| 1996 | Le Journal du séducteur                                                 | Danièle Dubroux                   |
| 1996 | Tres vidas y una sola muerte (Trois vies et une seule mort)             | Raoul Ruiz                        |
| 1996 | Comment je me suis disputé... (ma vie sexuelle)                         | Arnaud Desplechin                 |
| 1996 | Caméléone                                                               | Benoît Cohen                      |
| 1997 | Nowhere                                                                 | Gregg Araki                       |
| 1998 | On a très peu d'amis                                                    | Sylvain Monod                     |
| 1998 | Se vende (À vendre)                                                     | Laetitia Masson                   |
| 1999 | La carta (A carta)                                                      | Manoel de Oliveira                |
| 1999 | El tiempo recobrado (Le Temps retrouvéde)                               | Raúl Ruiz                         |
| 1999 | Libero Burro                                                            | Sergio Castellitto                |
| 2000 | Six-Pack                                                                | Alain Berbérian                   |
| 2000 | Scénario sur la drogue                                                  | Emmanuelle Bercot                 |
| 2001 | Hotel                                                                   | Mike Figgis                       |
| 2002 | Carnages                                                                | Delphine Gleize                   |
| 2002 | Le parole di mio padre                                                  | Francesca Comencini               |
| 2003 | Es más fácil para un camello... (Il est plus facile pour un chameau...) | Valeria Bruni Tedeschi            |
| 2005 | Akoibon                                                                 | Édouard Baer                      |
| 2007 | Persépolis (voz) (Persepolis)                                           | Vincent Paronnaud Marjane Satrapi |
| 2007 | Un conte de Noël (Un cuento de Navidad)                                 | Arnaud Desplechin                 |
| 2007 | Las canciones de amor (Les Chansons d'amour)                            | Christophe Honoré                 |
| 2011 | Americano                                                               | Matthew Demy                      |
| 2019 | Chamber 212 (On A Magical Night)                                        | Christophe Honoré                 |

## Premios y distinciones
Festival Internacional de Cine de Cannes
| Año  | Categoría                                          | Película           | Resultado |
| ---- | -------------------------------------------------- | ------------------ | --------- |
| 2019 | Premio a la mejor interpretación Un Certain Regard | On a Magical Night | Ganadora  |

En 2021 recibió el Premio de Honor del Festival Internacional de Cine de Gijón.